# Igra na deski
Igra na igralni deski je igra za enega ali več igralcev z označeno igralno površino v obliki plošče, po kateri igralec premika igralne figure. Igre na deski sodijo med namizne igre s to posebnostjo, da imajo natančno omejeno igralno površino. Takšne igre so igrali že v času prvih visokih civilizacij, pred več kot 5000 leti. Najstarejša znana igra na deski je senet, ki je bil priljubljena zabava starih Egipčanov.

## Zgodovina

### Stari vek
Klasične igre na deski se delijo v štiri kategorije: tekmovalne igre (npr. pačisi), prostorske igre (npr. križci in krožci), igre lovljenja (npr. hnefatafl in igre izpodrivanja (npr. šah).
Igre na deski se igrajo, prenašajo in razvijajo v večini kultur in družb že vso zgodovino. Zgodnje igre na deski, npr. igre jiroftske civilizacije v Iranu,  osvetljuje več pomembnih zgodovinskih krajev, artefaktov in dokumentov. Najstarejšo poznano igro na deski, senet, so našli v grobovih preddinastičnega Egipta in Egipta prve dinastije. Igro senet so našli naslikano tudi na freski Merkneraja, dvorjana  v was pictured in a fresco painting found in Merknera's tomb (3300–2700 BC). Iz preddinasstičnega Egipta je znana tudi igra mehen.
Okoli leta 2000 pr. n. št. se je pojavila še ena egipčanska igra, psi in šakali. Prvi popolni set te igre je bil odkrit v tebanski grobnici iz 13. dinastije. Ta igra je bila priljubljena tudi v Mezopotamiji in na Kavkazu.
Backgammon izvira iz staroveške Mezopotamije pred okoli 5000 leti. Aštapada, šah, pačisi in čavpar izvirajo iz Indije. Go in liubo izvirata iz Kitajske. Patoli je azteška igra iz Srednje Amerike, kraljevsko igro iz Ura pa so našli v kraljevem grobu v Uru in sega v Mezopotamijo pred 4600 leti.
- Senet, ena najstarejših znanih iger na deski, iz Nefertarijine grobnice
- Psi in šakali (Egipt, 13. dinastija)
- Možje pri igrah na deski, iz rokopisa Sougandhika Parinaja
- Kraljeva igra iz Ura, južni Irak, 2600–2400 pr. n. št.
- Maculxochitl pri opazovanju igre patoli, upodobljen na strani 048 Magliabechijskega kodeksa
- Grobne figurice iz glazirane keramike pri igri liubo, s šestimi paličicami ob strani igralne deske, dinastija Han

## Nekatere bolj znane igre na deski

### Strateške igre za dva igralca

#### Klasične
- šah in njegove različice
  - kitajski šah
- dama
- go
- gomoku
- mankala

#### Sodobne
- ataxx
- hex
- pente
- reversi (othello)

### Strateške igre za več igralcev
Take igre so namenjene dvema ali več igralcem.
- Cluedo
- Monopoli
- Naseljenci otoka Catan
- Talisman
- Scrabble